# Ksenija Abramović
Ksenija Abramović (Slavonski Brod, 12. travnja 1963.) je utemeljiteljica televizije Laudato, vlasnica galerije Laudato i informatičke tvrtke Etna. Utemeljiteljica je humanitarne udruge Ime dobrote i za svoj dobrotvorni rad primila je više priznanja. Glavna je producentica koncerata 'Progledaj srcem' i 'Domu mom'.   

## Doprinos umjetnosti
Kao vlasnica galerije hrvatske sakralne umjetnosti Laudato od 2003. do 2015. godine bila je jedna od organizatorica festivala marijanskih pjesama Marija fest u Molvama. U razdoblju od 2004. do 2011. g. organizira likovne kolonije humanitarnog karaktera u Mađarevu. Organizirala je niz izložaba među kojima prvu značajniju izložbu u povodu dolaska pape Benedikta XVI. u Hrvatsku 2011. godine Papa kao motiv u suvremenoj hrvatskoj umjetnosti  u zagrebačkom Muzeju Mimara. Godine 2012. organizirala je izložbu križeva hrvatskih kipara Častimo te, Križu sveti u sv. Donatu u Zadru. Na njezinu ideju i inicijativu postavljane su i godišnje adventsko-božićne izložbe O Božjem dolasku na zemlju u Zagrebu i Zadru od 2012. do 2015. godine. Izložbu Hrvatski sveci i blaženici u našem narodu organizirala je od 2009. – 2019. godine na Danima hrvatskih svetaca i blaženika u Križevcima, Splitu, Trogiru i Zagrebu. Za škrinjicu sv. Šimuna, izrađenu po uzoru na izvornu škrinju koja se nalazi u svetištu sv. Šimuna u Zadru, galerija Laudato je primila priznanje grada Zadra Nasmiješeno sunce za najbolji novi suvenir 2011. godine. Producentica je dokumentarnog filma Dječje prihvatilište Sisak.

## Laudato
Kao nakladnik Laudato izdala je devedeset albuma duhovne glazbe.    
Prevela je knjige Dodirnuo me i ozdravio i Molitva čini čudesa u izdanju Laudato na hrvatski jezik.    
Idejna je začetnica i organizatorica glazbeno-duhovnog spektakla Progledaj srcem. Laudato TV je kao organizator tim koncertom 2019. godine napunio zagrebačku Arenu s 18.000 ljudi i 2022. godine Stadion Maksimir s 50.000 posjetitelja.
Prvu hrvatsku obiteljsku televiziju Laudato TV osnovala je 2014. godine.    
Prvi veliki koncert domoljubnih pjesama 'Domu mom' organizirala je 2024. godine u zagrebačkoj Areni.

## Građanska inicijativa
Bila je članicom Udruge HKK - kreativne i kulturne industrije. Aktivno je sudjelovala u odlukama i pripremi referenduma građanske inicijative U ime obitelji čiji su rezultati u Ustav Republike Hrvatske 2014. godine unijeli formulaciju da je brak životna zajednica žene i muškarca.

## Nagrade
Dobitnica je međunarodne nagrade Global Leadership Award za 2014. godinu
Festival Trsat 2015. dodijelio joj je posebno priznanje za produkciju audiovizualnog stvaralaštva. 
Dobitnica je godišnje nagrade Hrvatskog društva katoličkih novinara za projekt obiteljske Laudato TV u 2017. godini. 
Mreža hrvatskih žena dodijelila joj je godišnju nagradu Utjecajne hrvatske žene u 2018. godini. 
Zadarska nadbiskupija dodijelila joj je priznanje Svete Stošije za promicanje obiteljskih, vjerskih i narodnih vrijednosti i zajedništva putem televizije i portala Laudato u 2019. godini.
2019. godine osvojila je na Danima kršćanske kulture i godišnju nagradu Andrija Buvina za izniman doprinos kršćanskoj kulturi.  
Imenovana je članicom Odbora Hrvatske biskupske konferencije za sredstva društvenih komunikacija u lipnju 2020. godine, na pet godina. 
Imenovana je članicom Vijeća za laike  Hrvatske biskupske konferencije u svibnju 2025. godine.